# Partido Socialista de Navarra

O Partido Socialista de Navarra (PSN-PSOE). Foi constituído em junho de 1982, quando a Associação Socialista de Navarra, até então integrada no PSE, separou-se deste para constituir a sua própria federação.

O Partido Socialista de Navarra (PSN-PSOE) é a federação do Partido Socialista Obrero Español na Comunidade Foral (autónoma) de Navarra, Espanha.
Se constituiu em junho de 1982, quando a Agrupação Socialista de Navarra do PSOE, integrada até então no Partido Socialista de Euskadi (PSE), se separou deste para formar sua própria federação. Tem como secretários-gerais Gabriel Urralburu (1982-1994), Javier Otano (1994-1996), Juan José Lizarbe (1997-2004), Carlos Chivite (2004-2008) e Roberto Jiménez Alli (2008 até atualidade).
Governou Navarra em duas ocasiões: 1984-1991 (com Gabriel Urralburu) e 1995-1996 (com Javier Otano). E 2014 possuía 1.634 filiados.